# Latinská rčení, N
V tomto článku jsou uvedena některá známá latinská rčení, začínající písmenem N.
Latina měla na evropskou kulturu hluboký a dlouho trvající vliv. Od římské antiky přes křesťanství a humanismus až do 18. století byla její znalost u vzdělaných lidí samozřejmostí. V některých oborech se s latinskými názvy stále pracuje, užívají se různé obraty a ve starší literatuře se najde množství latinských citátů. Protože latinských obratů, rčení a přísloví je mnoho, je seznam vybraných seřazen podle abecedy a rozdělen podle počátečních písmen do samostatných článků.

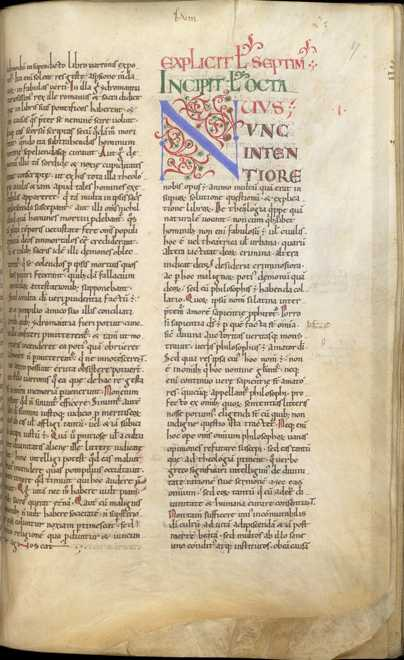
Iniciála N (anglický rukopis, 12. stol.)

A
B
C
D
E
F
G
H
I
L
M
N
O
P
Q
R
S
T
U
V

## Na
- Natura abhorret vacuum. – „Příroda se hrozí prázdnoty“ (Aristotelés)
- Natura fundit ingenium, provehit usus.  – „Příroda zakládá schopnosti, užívání je rozvíjí“
- Natura naturans / naturata  – „Příroda tvořící / stvořená“
- Natura nihil frustra facit.  – „Příroda nic nedělá zbytečně“ (Aristotelés)
- Natura non facit saltus – „Příroda nedělá skoky“, mění se povlovně (Carl von Linné)
- Natura plus trahit quam septem boves.  – „Přirozenost (povaha) táhne víc než sedm volů“
- Naturae convenienter vive.  – „Žij v souladu s přírodou“
- Naturalia non sunt turpia. – „Přirozené věci nejsou nečisté“ (Euripidés)
- Naturam expelles furca, tamen usque recurret. – „I kdybys přirozenost vyhodil vidlemi, přece se vrátí“ (Horatius, Listy 1.10.24)
- Navigare necesse est, vivere non est necesse. – "Vyplout je nutné, žít není nutné" („Na moře se musí, žít se nemusí“)
- Navita de ventis, de tauris narrat arator, enumerat miles vulnera, pastor oves. – „Námořník mluví o větrech, oráč o býcích, své rány počítá voják a ovce pastýř“ (Propertius, Elegie)

## Ne
- Ne bis in idem – „Ne dvakrát v téže věci“, právní zásada
- Ne quid nimis – „Ničeho příliš“, řecky méden agán (nápis na Apollónově chrámu v Delfách)
- Ne sutor ultra crepidam.  – „Ševče, drž se svého kopyta“ (Plinius starší)
- Nec laudibus, nec timore  – „Ani chválami, ani strachem“ (se nedám pohnout), heslo biskupa von Galen za nacismu
- Nec possum tecum vivere, nec sine te  – „Nemohu žít s tebou ani bez tebe“ – „I am able to live / I can live neither with you, nor without you.“ (Martial)
- Nec temere nec timide  – „Ani pošetile, ani bázlivě“
- Nemine contradicente (nem. con.)  – „Nikdo nebyl proti“, jednomyslné usnesení
- Neminem laedere – „Nikomu neškodit“
- Nemo dat quod non habet.  – „Nikdo nedává co nemá“
- Nemo ante mortem beatus.  – „Před smrtí nikdo není šťasten (blažený)“, teprve po smrti (Ovidius, Proměny 3.136)
- Nemo ita pauper vivit quam natus est.  – „Nikdo nežije tak chudě, jak se narodil“
- Nemo me impune lacessit.  – „Nikdo mě nebude dráždit beztrestně“, vojenské heslo
- Nemo plus iuris ad alium transferre potest quam ipse habet.  – „Nikdo nemůže druhému převést víc práv než sám má“ (Ulpianus)
- Nemo nascitur sapiens, sed fit.  – „Nikdo se moudrý nenarodil, ale stal“ (Seneca)
- Nemo tenetur se ipsum accusare  – „Nikdo není povinen obviňovat sám sebe“
- Neque caro est neque piscis.  – „Není to ani maso, ani ryba“, o postním jídle
- Neque mel neque apes  – „Ani med, ani včely“
- Neque semper arcum tendit Apollo.  – „Ani Apolón nenapíná vždycky luk“, nehrozí
- Nervi belli, pecunia infinita.  – „Nervy války, to je nekonečně mnoho peněz“ (Cicero)
- Nervi rei publicae  – „nervy státu“ jsou podle Cicerona peníze
- Nervus rerum  – „nerv věcí“, to hlavní (z řečtiny)

## Ni
- Nihil enim minus in nostra est potestatem quam animus.  – „Nic totiž nemáme méně ve své moci než svého ducha“ (Pierre Abélard v dopise Héloise)
- Nihil est in intellectu, quod non sit prius in sensu.  – „Nic není v mysli, co dříve nebylo ve smyslech“ (Tomáš Akvinský De veritate II.3)
- Nihil nisi punctum petebat Archimedes, quod esset firmum et immobile, ut integram terram loco dimoveret.  – „Nic než bod, pevný a nehybný, si přál Archimédés, aby pohnul Zemí z místa“
- Nihil nocere (Primum nil nocere)  – „(Především) v ničem neškodit“, (Hippokratova první zásada
- Nihil (nil) novi sub sole  – „Nic nového pod sluncem“ (Bible, Kaz 1,9)
- Nihil obstat  – „Nic nepřekáží“, předběžné schválení cenzurou
- Nil admirari  – „Nic neobdivovat“ (Pythagoras)
- Nil dictum quod non dictum prius.  – „Nic není řečeno, co by nebylo řečeno dříve“
- Nil fit, quod Deus non vult.  – „Nestane se nic, co Bůh nechce“
- Nil nisi bene  – „nic než dobré“, např. o mrtvých
- Nil satis nisi optimum  – „Dost dobré je jen to nejlepší“ heslo fotbalového klubu Everton FC
- Nil similius insano quam ebrius.  – „Nikdo se nepodobá bláznu víc než opilec“
- Nil sole et sale utilius.  – „Nic potřebnějšího než slunce a sůl“
- Nil volenti difficile.  – „Nic není obtížné tomu, kdo chce“
- Nisi dominus frustra – „Bez Pána, nadarmo“ (Bible, Žalm 127; heslo města Edinburghu)
- N. N. – viz Nomen nescio

## No
- Nocere facile est, prodesse difficile. – „Škodit je snadné, prospívat obtížné“ (Quintilianus)
- Nocet empta dolore voluptas. – „Vášeň, vykoupená bolestí, je na škodu“ (Horatius)
- Nolens (aut) volens – „chtě nechtě“
- Noli equi dentes inspicere donati. – „Darovanému koni zuby neprohlížej“
- Noli me tangere – „Nedotýkej se mne“
- Noli turbare circulos meos. – „Nepokaž mi mé kruhy“, řekl prý Archimédés vojákovi, který ho pak zabil
- Nolle in causa est, non posse praetenditur. – „Ve skutečnosti nechce, předstírá, že nemůže“
- Nolle prosequi – „nepronásleduj“, zastavení trestního stíhání
- Nolo episcopari. – „Nechci být biskupem“ (Augustinus)
- Nomen (est) omen – „Jméno je osud“, nese význam
- Nomen nescio/Nomen nominandum (N. N.) – „jméno neznámé“ (doslova "jméno nevím", užívá se v situacích, kdy mluvčí konkrétní jméno nemůže nebo nechce uvést), anonym
- Nomina si tollas, nulla est cognito rerum. – „Když odejmeme jména, nebude poznání věcí.“
- Nomina stultorum semper parietibus haerent. – „Jména hloupých všude po zdech“
- Nomina sunt odiosa. – „Jménům se vyhýbat“, raději nejmenovat
- Non compos mentis / sui – „nepříčetný“
- Non decipitur, qui scit se decipi – „Není klamán, kdo ví, že je klamán“
- Non expedit - „Není záhodno“, „není vhodné, žádoucí“ - název buly papeže Pia IX.
- Non mihi solum – „ne mně samotnému“
- Non multa, sed multum. – „Ne mnohé (tj. rozmanité), ale mnoho“
- Non multi, sed multa. – „Ne mnozí (muži), ale mnoho (činů)“ (heslo 312. československé stíhací perutě RAF)
- Non obstante veredicto – „bez ohledu na výrok poroty“
- Non occides. – „Nezabiješ“, páté přikázání (Bible, Ex 20,13)
- Non olet viz Pecunia non olet
- Non omnia possumus omnes. – „Nemůžeme všichni všechno“
- Non omnis moriar. – „Nezemřu celý“, něco zůstane
- Non plus ultra. – "takový, nad něhož není" (tedy "nejlepší"; někdy ironicky), „Dál už ne!“
- Non quia difficilia sunt non audemus, sed quia non audemus difficilia sunt. – „Není to tak, že bychom se neodvážili, protože je to těžké; těžké je to proto, že chybí odvaha“ (Seneca)
- Non vitae, sed scholae discimus – „Neučíme se pro život, ale pro školu“ (Seneca)
- Non scholae, sed vitae discimus – „Ne pro školu, pro život se učíme“ (Seneca, Listy 106,12)
- Non sequitur – „(z toho to) neplyne“, logická chyba
- Non serviam – „Nebudu sloužit“
- Non testatum – „neověřeno“
- Nosce te ipsum. – „Poznej sám sebe“, řecky gnóthi sauton, nápis v Delfách
- Noscitur ex socio, qui non cognoscitur ex se. – „Koho nepoznáš na něm samém, poznáš podle přátel“
- Nosse velint omnes, sed mercedem solvere nemo – „Vědět by chtěl každý, ale zaplatit nikdo“ (Juvenalis, Satiry, 7.157)
- Nota bene (n. b.) – „Dobře si všimni, pamatuj“, je to důležité
- Novissima verba – „poslední slova“ umírajícího
- Novus ordo seclorum – „Nový řád věků“ (Vergilius o době Augustově)
- Novus rex, nova lex – „Nový král, nový zákon“

## Nu
- Nulla dies sine linea – „Každý den aspoň řádku“, „Ani den bez čárky“ (Plinius mladší)
- Nulla poena sine culpa – „Žádný trest, kde není vina“, bez zavinění
- Nulla poena sine lege – „Žádný trest bez zákona“
- Nulla salus bello... – „Ve válce není záchrana, prosíme o mír“ (Vergilius)
- Nullum crimen sine lege – „Žádný trestný čin bez zákona“
- Nullum est iam dictum, quod non sit dictum prius – „A nemůže se říci nic, co dřív už někdo neřekl“ (P. Terentius Afer)
- Numerantur sententiae, non ponderantur. – „Počítají názory, ale neváží je“
- Numerus clausus – „uzavřený (omezený) počet“
- Numquam accedo, quin a te abeam doctior. – „Nikdy jsem (k tobě) nepřišel, abych neodešel poučenější“
- Numquam periculum sine periculo vincitur. – „Žádné nebezpečí se nepřekoná bez nebezpečí“
- Numquam retrorsum. – „Nikdy zpět“
- Nunc totus Graias nostrasque habet orbis Athenas. – „Teď naše řecké Athény patří celému světu“ (Juvenalis)
- Nunc tuum ferrum in igne est. – „Teď je tvé želízko v ohni“
- Nusquam est, qui ubique est. – „Nikde není, kdo je všude“ (Seneca, Dopisy Luciliovi I.2.2)
- Nutrit pax Cererem, pacis amica Ceres. – „Mír živí Cereru (úrodu), Ceres je přítelkyní míru“
- Nutritur vento, vento restinguitur ignis. – „Oheň se živí větrem a větrem uhašuje“